# Herbert A.E. Böhme
Pour les articles homonymes, voir Böhme.
Herbert A.E. Böhme (né le 7 septembre 1897 à Breslau, en province de Silésie et mort le 29 juin 1984  à Hambourg) est un acteur et producteur allemand.

## Filmographie partielle
- 1936 : Verräter de Karl Ritter
- 1938 : Pour le mérite de Karl Ritter
- 1940 : Ein Robinson d'Arnold Fanck
- 1945 : Kolberg de Veit Harlan et Wolfgang Liebeneiner
- 1960 : Le Moulin des supplices